# تينكو ليكلاما انيهولت
تينكو مارتينوس ليكلاما انيهولت :بالإنجليزية:Tinco Martinus Lycklama à Nijeholt (ولد بمدينة بيتسرزفاخ 9 يوليو 1837م-ومات في مدينة كان 7 ديسمبر 1900م) كان فريزياً ارستقراطياً، ومغامراً وكاتباً إجتماعياً. ويعتبر من أوائل المستشرقين الهولندين. لقد قام برحلة إنفرادية وهو في سن (28) إستغرقت حوالي ثلاث سنوات من (1865-1868م)، زار فيها روسيا والقوقاز وبلاد فارس وبلاد ما بين النهرين وكردستان وسوريا وتركيا. وبعد مدة قصيرة من عودته إلى هولندا، إنتقل إلى مدينة كان. بلغ مجموع ماسجله من مذكرات أسفاره (2200) صفحة في أربعة مجلدات.جمع انيهولت مجموعة إستثنائية رائعة من التحف واللوحات الشرقية، وقد تبرع بها إلى مدينة كان عام (1877م)، وهذه التحف تعتبر محور متحف بلدية كان الحديث.بقي تينكو انيهولت مواطناً من كان حتى وفاته في عام (1900م)، واعتبر في نهاية القرن من أهم الشخصيات في الريفييرا الفرنسية.

## السيرة
كان تينكو انيهولت الابن الأكبر لسبعة أخوة هم أبناء السيد المحترم جان آني ليكلاما انيهولت (1809-1891م) رئيس بلدية أوبسترلاند وعضو مقاطعة ولايات فريزيا، وزوجته يبكجين هليجاندا فان إيسنجا (1815-1854م). وسمي (تينكو) على اسم جده الذي كان رئيس بلدية مدينة أوستستالينجفيرف (1788-1790م)، ثم مدينة أوتنجيراردل (1790-1795م). توفيت والدته وهو في سن (16). وكتب في يوميات رحلته ان والدته اعطته طعماً للغات والثقافات الأجنبية.أربعة من اخوانه واخواته قد ماتوا وهم شباب، وقد نجا من الموت اخته أريشيا اينا رومليا ليكلاما انيهولت (1845-1902م)، وشقيقه اوجستينوس ليكلاما انيهولت (1842-1905م). ولد وترعرع على الدين البروتستانتي، ثم تحول إلى الكاثولكية من خلال تأثره ولقاءاته في فلسطين. في 21 يوليو 1875م، وفي مدينة أوسترهاوت تزوج من البارونة الكاثوليكية جوليانا اجاثا جاكوبا ثاو شوارتزنبيرج إن هوهينلانسبيرج (أوسترهاوت 11يونيو 1845- ليوواردن 11 يونيو 1914م)
 ابنة جيمي انفيريوس تيجالنج بورمانيا، بارون ثاو شوارتزنبيرج إن هوهينلانسبيرج (1806-1862م) وهاندريكا دي هوغ (1803-1880م). على الرغم من ان تينكو ليكلاما عرف في مدينة كان بالمحترم، الا انه ذهب عليه لقب البارون ليكلاما. وبقي تينكو وزوجته بلا أطفال.

## نشأته
نشأ تينكو انيهولت وسط عائلة ارستقراطية ثرية تمتلك أراضي واسعة، وكذلك تجني الفوائد من صناعة الأعشاب، إضافة إلى الزيجات الذكية باختيار ذوي المواقع من النخبة التقليدية في فريزيا. امضى سنوات حياته الأولى في البيت الذي ولد فيه بمدينة بيتسرزفاخ («ليكلاماهاوس» واليوم موقعه في هوفدسترات 80). ورثت شقيقته اريشيا كل هذه الممتلكات عام 1891م، بعد وفاة والدهم جان آني. وكانت والدتهم قد ماتت عام 1854م، وممتلكاتها في «ايسنجهاوس» (في هوفدسترات 45) أصبحت الملكية مشتركة بين الأب والأبناء.وفيما بعد، وتحديداً عام 1868م، أصبح تينكو انيهولت المالك الوحيد لها. وفي شهر سبتمبر 1856م، بدا تينكو انيهولت بدراسة القانون في جامعة خرونينغن.وبعد عام 1861م، انتقل إلى باريس حيث التحق بمدرسة اللغات الشرقية.

## رحلته إلى الشرق الأوسط
في باريس بدأ تينكو ليكلاما انيهولت بوضع الخطط لرحلة إكتشاف واستكشاف عبر منطقة الشرق الأوسط.انه كان مهتماً بالتعرف على تراث بلاد فارس وسوريا، وكان بعضاً من معاصريه لهم أهتمام بآسيا والأمريكيتين، بينما هو كان شغوفاً على الإطلاع على بلاد الرافدين والشام وبلاد الشرق.لم يكن طموحه إعادة كتابة تاريخ المنطقة، ولكنه كان يريد سبر أغوار هذه المنطقة الغير معروفة إلى العالم.والقيام بذلك بشتى الطرق بما فيها السياحة، كما انه اشترى أنواع مختلفة من القطع الأثرية وجمع البعض الآخر من التنقيبات والحفريات التي قام بها. حيث اصطحب معه هذه المجموعة الكبيرة من اللقى والأحجار الأثرية إلى منزله والتي رسخت سمعته كواحد من أوائل المستشرقين الهولنديين. ومن خلال البحث والإستكتشاف وتحديداً المعلومات التي وجدها ورصدها في بلاد فارس حيث ساهم بشكل كبير بالمعرفة الحديثة عن سلالة قاجار التي حكمت بلاد فارس من 1789-1925م.

## الرحلة
تينكو غادر باريس في إبريل 1865م، مسافراً إلى برلين وروسيا ثم طهران وعبر القوقاز، لقد كان مساراً غير معتاد، حيث كان معظم المسافرين في تلك الأيام يفضلون المسار المتجه مباشرة عبر البحر الأبيض المتوسط وتركيا.ويستند اختيار تينكو انيهولت لهذا الطريق لقراءته وتأثره بقصص التاجر الرحالة الفرنسي جان بابتيست تافرنييه (1605-1689م).وفي أبريل 1866م، وصل طهران ومكث فيها ستة أشهر، ثم قطع المنطقة نحو بغداد كواحد من عدة رحالة أجانب زاروا بغداد في العهد العثماني فقد زارها عام (1866)، ويذكر انه عند زيارته بغداد إلتقى حبيب شيحة، الذي كان يعمل كاتباً عند التاجر السويسري (المسيو ويبر)، وكان شيحة أصله من سوريا، عثماني الجنسية يتقن اللغة الفرنسية، لاحقاً نشر كتاباً بعنوان: ولاية بغداد، تاريخها ومستقبلها.وبعدها قام انيهولت بزيارة مدن أخرى في العراق الحديث، وغادر في سبتمبر 1867م، نحو سوريا وقضي فيها 8 أشهر متجولاً في جميع انحاء البلاد، وبعدها أخذ شهرين مستكشفاً فلسطين والقدس، وبعدها عاد مرة أخرى إلى سوريا. وفي سبتمبر 1868م، غادر الشرق الأوسط عائداً من رحلته نحو هولندا عن طريق القسطنطينية، فارنا، بست، وفيينا. واخيراً وصل وطنه، حيث وصل مدينة بيتسرزفاخ في 5 أكتوبر 1868م.

## وفاته
ينتمي تينكو مارتينوس ليكلاما انيهولت والبارونة ثاو سكوارتزنبيرج إلى أولئك الذين شكلوا مدينة كان في أواخر القرن التاسع عشر، وقد حافظوا على روابط قوية مع هولندا، وكذلك فانهم احتفظوا بممتلكات واسعة وكبيرة وفي اماكن مختلفة في كل من فرنسا وهولندا، ويتم تذكرهم لكرمهم السخي لا سيما تبرعهم للجمعيات الخيرية والكاثوليكية. حافظ تينكو على علاقات شخصية وثيقة مع أبرشية القديس فرنسيس في وولفيجو (فريزيا)، كما انه بنى كنيسة صغيرة أصبحت فيما بعد المثوى الأخير له ولزوجته.
توفي تينكو ليكلاما انيهولت في 7 ديسمبر 1900م، دعت المدينة جميع الشخصيات البارزة والسلك القنصلي إلى مراسم الحفل الجنائزي الرسمي الذي اقيم تكريماً له في 11 سبتمبر، وبعدها غادر الموكب (فيللا ليكلاما) متجهاً إلى كنيسة نوتردام حيث القى رئيس البلدية جان هيبرت الصديق المقرب لتينكو مرثية بحقه. وبعد انتهاء مراسم الحفل نقل النعش في نفس المساء بواسطة القطار إلى وجهته النهائية في مدينة وولفيجو.لقد كان تينكو انيهولت مواطناً رائعاً ترك بصماته على المدينة.
إحتفظت أرملته بمكان إقامتها في مدينة كان حتى عام 1911م، وقد توفيت في عام 1914م، في مدينة ليوواردن (هولندا) ودفنت في الكنيسة الصغيرة في وولفيجو.